# 額縁の中の少女
『額縁の中の少女』（がくぶちのなかのしょうじょ, 蘭: Jonge vrouw in een schilderijlijst, 英: The Girl in a Picture Frame）は、オランダ黄金時代の巨匠レンブラント・ファン・レインが1641年に制作した絵画である 。油彩。『ユダヤ人の花嫁』あるいは『帽子をかぶった少女』としても知られる。トロンプ・ルイユ（騙し絵）と呼ばれるジャンルの作品で、『書見台の学者』（The Scholar at the Lectern）および『善きサマリア人のいる風景』（Landscape with the Good Samaritan）ともに、ポーランドのコレクションにあるレンブラントの3点の絵画の1つである。レンブラントへの帰属はしばしば疑問視されてきたが、2006年にレンブラントの作品であることが確認されている。現在はワルシャワのワルシャワ王宮に所蔵されている。

## 作品

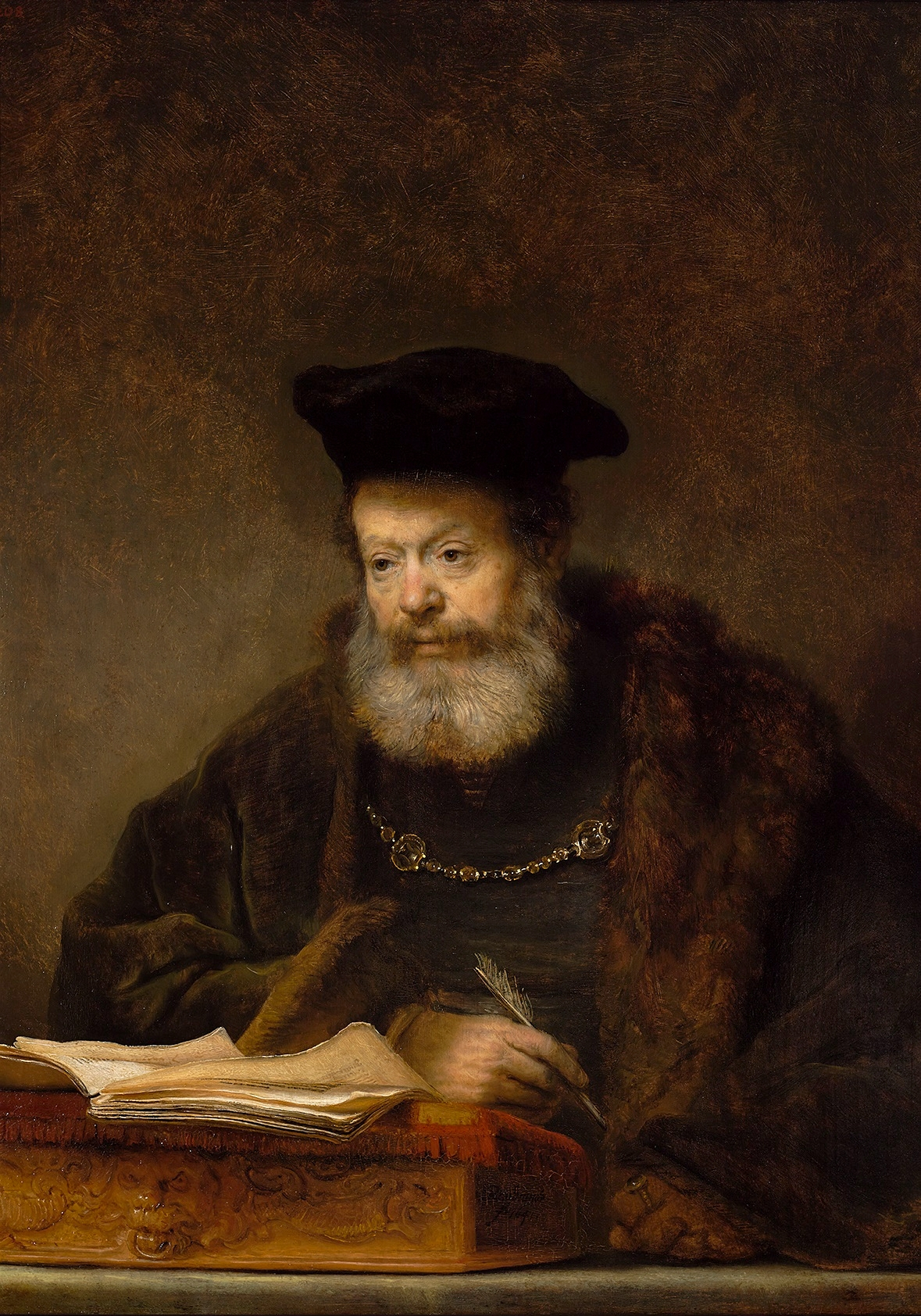
レンブラントの1641年の絵画『書見台の学者』。ワルシャワ王宮所蔵。

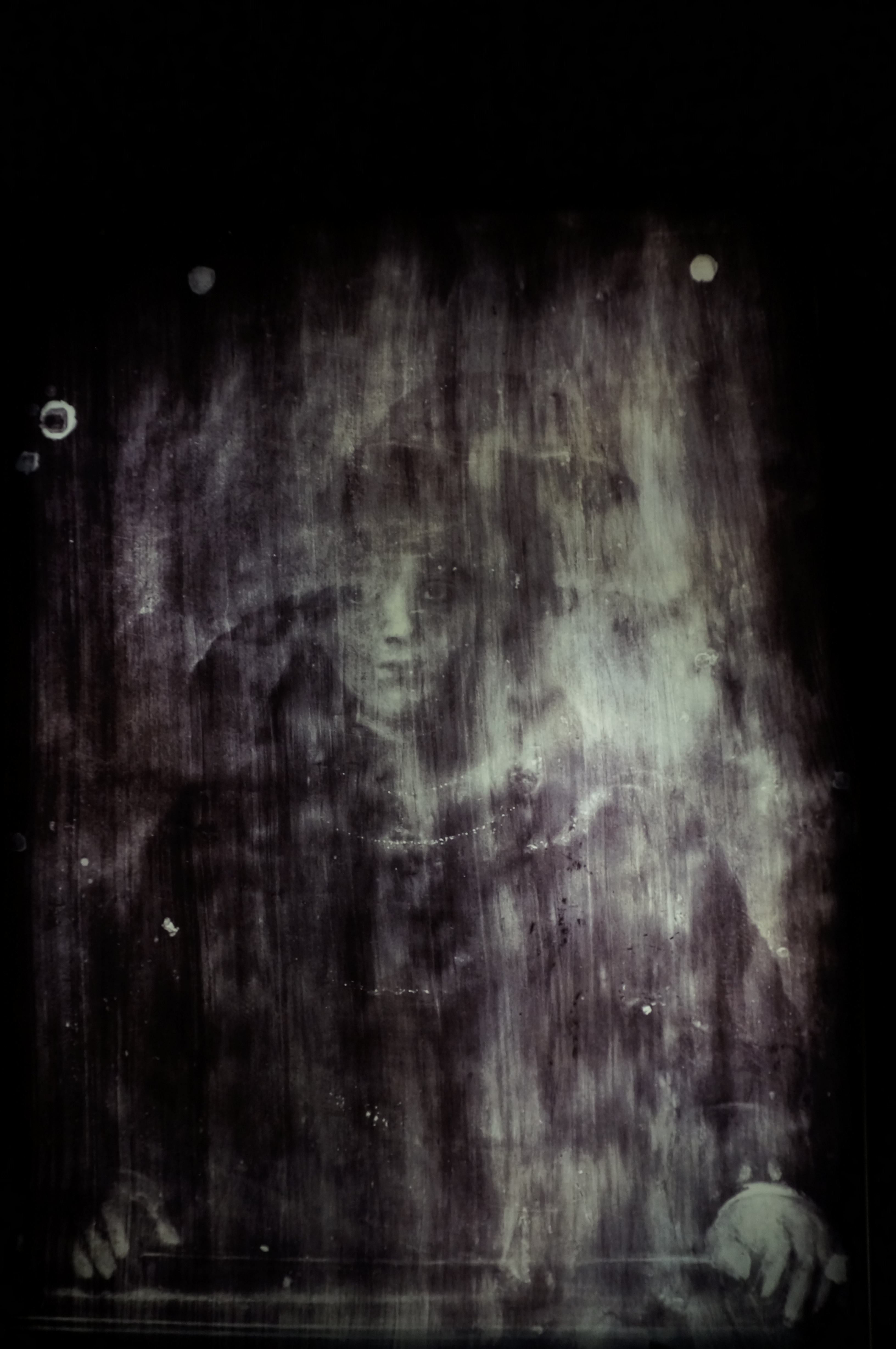
X線撮影で発見された以前の構図。

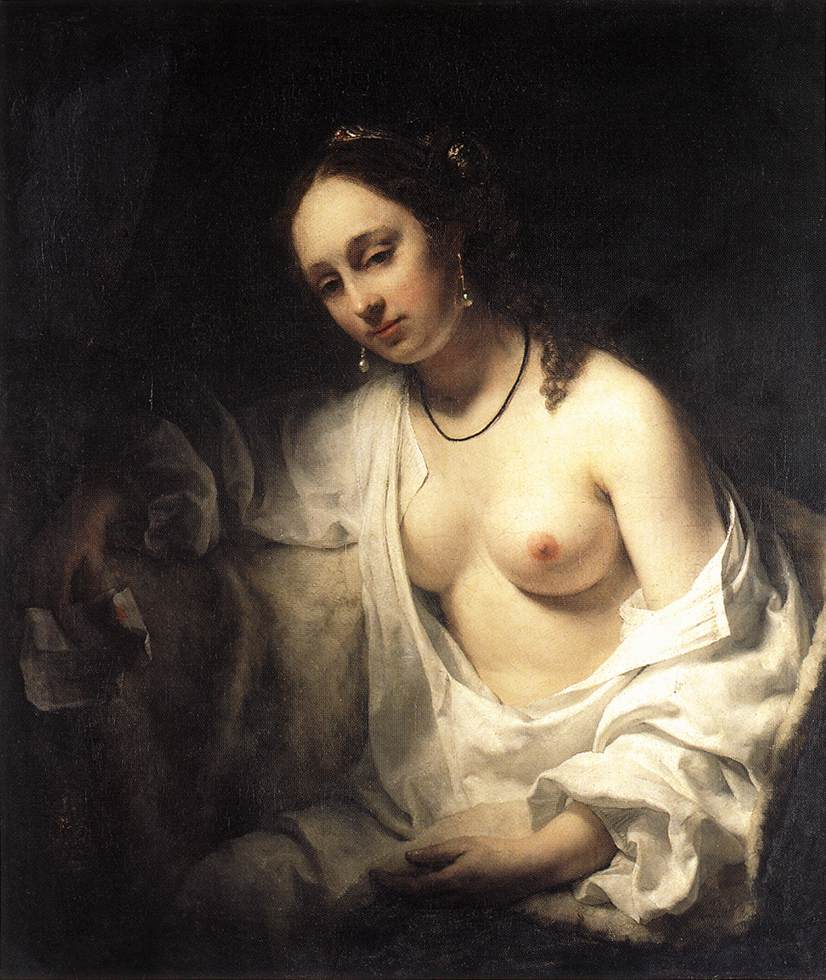
レンブラントの弟子ウィレム・ドロステの1654年の『ダビデ王の手紙を持つバテシバ』。バテシバのイヤリングは身体の動きを表現している。

レンブラントはまるで実物であるかのような額縁に囲まれた1人の少女を描いている。ともすれば額縁に収められた1枚の絵画のようにも見えるが、少女の両手は額縁の上に置かれ、その指先は額縁の外に出ている。そのため鑑賞者は絵画に描かれた少女が実は生きていて、今にも動き出しそうな錯覚に襲われる。磨かれた黒い額縁は画面下部と右端だけ描かれている。本作品の最も繊細な描写の1つは少女の指で跳ね返って額縁を照らしている肌色の間接光である。少女は濃い赤のベルベットのドレス、黒い帽子、セイヨウナシのような形の真珠のイヤリングを身に着けている。衣装は当時の流行とは関係ない。肖像画に登場すると、それらは神話、歴史、東洋、あるいは聖書の主題によく合う古代の服装として扱われた。レンブラントはしばしば油彩画とエッチングのいずれにおいても、このやり方で衣服を着た人物を描いた。
本作品は肖像画ではなくトローニー、あるいは重要なアトリビュートや動きを持たない頭部または半身像の習作である。レンブラントはもともと別の絵画を描いていた。それは着席してやや左側を向き、当時の流行と一致するドレスを着て、襞襟を付け、小さなボンネットを被った女性の肖像画であった。また人物像は完成作の少女よりも画面右側に寄っていた。しかしボンネットの女性の肖像画は完成されず、残された板絵は再利用された。レンブラントが顧客から依頼された肖像画を制作するために、すでに制作を開始した板絵を支持体として再利用した例は知られていない。
2005年5月から2006年3月にかけて、絵画はワルシャワ王宮の保存部門で修復を受けた。後代の上塗りは、本来の絵具層が被った損傷のために除去が不可能であった部分をのぞいて除去された。以前の構図の痕跡は、修復前に実施されたX線撮影を用いた調査で発見された。絵画の質感の卓越したオリジナルの筆遣いは、上塗りされた部分が除去されると、胸部と右袖に見ることができるようになった。

### 解釈
この主題は少なくとも1769年から「ユダヤ人の花嫁」として知られていた。ユダヤ人の伝統によると、婚約者との結婚契約に署名するとき花嫁は髪をほどいたため、17世紀には長くゆるい髪の女性を描いたレンブラントの他のいくつかの作品が同じタイトルで呼ばれた。少なくとも1711以来、『額縁の中の少女』と『書見台の学者』は対作品と考えられており、一部の研究者はそれぞれ『旧約聖書』のエステルおよびモルデカイであると解釈した。美術史家エルンスト・ファン・デ・ウェテリンクとハンナ・マラホヴィチ（Hanna Małachowicz）は対作品とは考えていない。
ファン・デ・ウェテリンクは、本作品は1630年代後半から1640年代前半にかけて、レンブラントが騙し絵の構図に関心を持っていたことを示す典型的な例であると主張している。それはまた、レンブラントが動きを表現する新しい方法を模索した例でることを意味している。ファン・デ・ウェテリンクの見解では、現在の絵画は例外的かつ数少ない作品の1つと見なすことができ、そしておそらく動きを表現したレンブラントの作品群のプロトタイプであり、そうした課題に対するレンブラントの長続きしなかった興味を示している。
レンブラントは少女の右腕をわずかに引っ込め、右手を描かれた額縁の端のすぐ上に浮いているかのように置くことで、少女の腕の動きを示唆している。右耳から吊り下がった真珠のイヤリングや右袖の生地も動いているように見える。従来の絵画空間を壊す錯覚は、額縁の枠の中にそれを越えて両手を伸ばした人物像を描くことによって生み出されている。

## 来歴
本作品と思われる絵画の最初の記録は1711年に作成されたヤン・ファン・レネプ（Jan van Lennep）の目録である。確実な所有者はそれから半世紀以上経たフリードリッヒ・パウル・フォン・カメケ伯爵（Count Friedrich Paul von Kameke）である。伯爵が所有していた1769年に版画家・パステル画家のゲオルク・フリードリヒ・シュミットによってエングレーヴィングが制作されている。1777年、ポーランド・リトアニア共和国最後の王スタニスワフ・アウグスト・ポニャトフスキは伯爵の娘であるエリザベト・ヘンリエッタ・マリー・ゴロフキナ（Elisabeth Henriette Maria Golovkina）から美術商ヤコブ・トリエブル（Jakub Triebl）を通じて本作品と『書見台の学者』を購入した。国王の死後、両作品は甥のユーゼフ・ポニャトフスキに相続され、1813年の死後に妹マリア・テレサ・ポニャトフスキに残された。マリア・テレサは1815年にカジミェシュ・ジェヴスキに絵画を絵画を売却し、購入者は絵画をウィーンに運んだ。ジェヴスキが死去すると絵画はアントニ・ヨゼフ・ランコロンスキ伯爵と結婚した彼の娘ルドヴィカ・ジェヴスキ（Ludwika Rzewuski）に遺贈された。その後はランコロンスキ家に相続され、孫のカロル・ランコロンスキ伯爵はウィーン在住の芸術愛好家であり、コレクションを収蔵するために宮殿を建設し、1902年に本作品を他のルネサンスとバロックの絵画とともに公開展示した。1933年に伯爵が死去すると、絵画は彼の子供たち、アントニ（Antoni Lanckoroński）、アデライタ（Adelajda）、カロリーナに遺贈された。1939年、絵画はナチス・ドイツのゲシュタポに没収されたが、1944年から1945年にアメリカ軍によって発見され、ミュンヘン中央美術品収集所に送られた。そののち1946年7月30日にザルツブルクに移送され、翌1947年にアントニ・ランコロンスキに返還された。1950年、絵画はスイスの銀行の金庫室に保管されが、1994年にワルシャワ王宮で開催された一族の作品の展覧会で展示され、その後カロリーナ・ランコロンスキは『額縁の中の少女』と『書見台の学者』をワルシャワ王宮に寄贈した。
本作品はエルンスト・ファン・デ・ウェテリンク率いるレンブラント研究プロジェクトの下で研究された。ウェテリングは『額縁の中の少女』と『書見台の学者』を3回にわたって分析し、2006年2月に両作品がレンブラントによって描かれたことを確認した。その後、レンブラント生誕400周年を記念する展覧会『レンブラント - 天才の探求』（Rembrandt - The Quest of a Genius）の一環として、アムステルダムのレンブラントの家とベルリンの絵画館で展示された。

## 図書案内
- Maciej Dariusz Kossowski. O portretach Rembrandta z Zamku Królewskiego w Warszawie – analiza przedstawienia a zdefiniowanie tematu i określenie sportretowanych osób. (PDF)